# 清水県
清水県（せいすい-けん）は中華人民共和国甘粛省天水市に位置する県。県人民政府の所在地は永清鎮。

## 地理
清水県は北緯34度32分から34度56分、東経105度45分から106度30分に位置し、東は陝西省隴県、宝鶏市、南は天水市秦州区と麦積区、西は秦安県、北は張家川回族自治県に隣接する。

## 行政区画
15鎮、3郷を管轄：
- 鎮：永清鎮、紅堡鎮、白駝鎮、金集鎮、秦亭鎮、山門鎮、白沙鎮、王河鎮、郭川鎮、黄門鎮、松樹鎮、遠門鎮、土門鎮、草川鋪鎮、隴東鎮
- 郷：賈川郷、豊望郷、新城郷

## 交通

### 鉄道
- 中国国家鉄路集団
  - 天平線（中国語版）
    - 清水県駅

### 道路
- 高速道路
  -  静天高速道路
- 国道
  - G566国道（中国語版）